# II Августова ала фракийцев
II Августова ала фракийцев (лат. Ala II Augusta Thracum) — вспомогательное подразделение армии Древнего Рима.
Данное подразделение упоминается в надписи, датируемой 107 годом, согласно которой она дислоцировалась в провинции Мавретания Цезарейская. Кроме того, многие надписи, датировать которые не представляется возможным, содержат многочисленные упоминания об але. Больше об этом подразделении ничего неизвестно.